# Сан-Марино на Олимпийских играх
Сан-Марино принимало участие в 15 летних и в 10 зимних Олимпийских играх. Дебютировали на летних Олимпийских играх в Риме в 1960 году и с тех пор пропустили только Игры 1964 года в Токио.
До 2021 года у сан-маринцев не было олимпийских медалей, но на Играх в Токио они завоевали сразу три, став самой малонаселённой страной, выигравшей медали на летних Олимпийских играх (на Олимпийских играх в целом рекорд удерживает Лихтенштейн, чьи спортсмены побеждали на зимних Играх, когда население страны составляло менее 25 тыс. человек).

## Медалисты
| Медаль  | Спортсмен                           | Игры       | Вид спорта     | Дисциплина           |
| ------- | ----------------------------------- | ---------- | -------------- | -------------------- |
| Бронза  | Алессандра Перилли                  | 2020 Токио | Стрельба       | трап, женщины        |
| Серебро | Алессандра Перилли Джан Марко Берти | 2020 Токио | Стрельба       | трап, смешанные пары |
| Бронза  | Майлз Амин                          | 2020 Токио | Вольная борьба | до 86 кг, мужчины    |